# 최혁준
최혁준(2000년 6월 2일 ~ )은 대한민국의 뮤지컬 배우다.

## 방송
- 2021 DIMF 뮤지컬 스타 (2021) - 우수상(4위)

## 공연
- 봄을 그리다 (2022)
- 시간을 건너는 집 - 안산 (2023)

## 수상
- 동아뮤지컬콩쿠르 대학/일반부 금상 (2019)